# Sauvigney-lès-Pesmes
Sauvigney-lès-Pesmes is een gemeente in het Franse departement Haute-Saône (regio Bourgogne-Franche-Comté) en telt 172 inwoners (2011). De plaats maakt deel uit van het arrondissement Vesoul.

## Geografie
De oppervlakte van Sauvigney-lès-Pesmes bedraagt 6,4 km², de bevolkingsdichtheid is 26,9 inwoners per km².
De onderstaande kaart toont de ligging van Sauvigney-lès-Pesmes met de belangrijkste infrastructuur en aangrenzende gemeenten.

## Demografie
Onderstaande figuur toont het verloop van het inwonertal (bron: INSEE-tellingen).